# Тоберморит

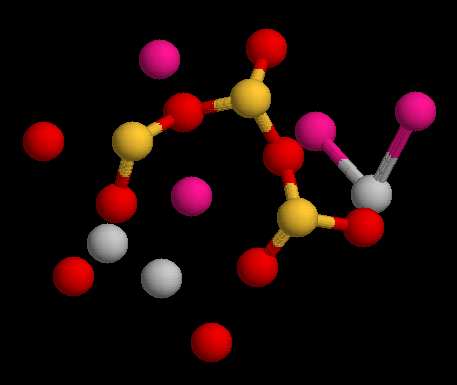
Кристалічна структура тобермориту

Тоберморит (рос. тоберморит; англ. tobermorite; нім. Tobermorit m) — мінерал, водний силікат кальцію шаруватої будови.

## Опис
Хімічна формула:
- 1. За Є. Лазаренком: Ca10[(OH)6|Si12O31]•8H2O.
- 2. За К.Фреєм: Ca5Si6O17•5H2O.
- 3. За Г.Штрюбелем та З. Х. Ціммером: Ca5Н2[Si3O9]2•4H2O.

Містить у % (з Тоберморі, Англія): CaO — 33,40; SiO2 — 46,51; H2O — 12,61. Домішки: Al2O3; Fe2O3; FeO; MgO; K2O; Na2O.
Сингонія ромбічна. Ромбо-тетраедричний вид. Форми виділення: тонкозернисті маси, іноді радіальнопроменисті аґреґати. Спайність добра. Густина 2,42. Твердість 2,5-3,0. Колір блідо-рожевий, білий.

## Розповсюдження
Рідкісний. Зустрічається в ларнітових мармурах у контакті з долеритом. Знайдений у Крест-Мор (штат Каліфорнія, США), порожнинах порід місцевості Тоберморі (о. Малл, Велика Британія), за якою і названо мінерал (M.F.Heddle, 1880). Штучний аналог тобермориту утворюється в портландцементі.

## Різновиди
Розрізняють:
- тоберморит лохейнортівський (водний силікат кальцію ланцюжкової будови з групи амфіболоїдів — Ca5(Si6O17)•5H2O; Сингонія ромбічна, ромбо-тетраедричний вид).

## Цікаво
У давньоримському бетоні виявлено кристали тобермориту, що вчені вважають причиною великої його міцності.